# Academia de tango

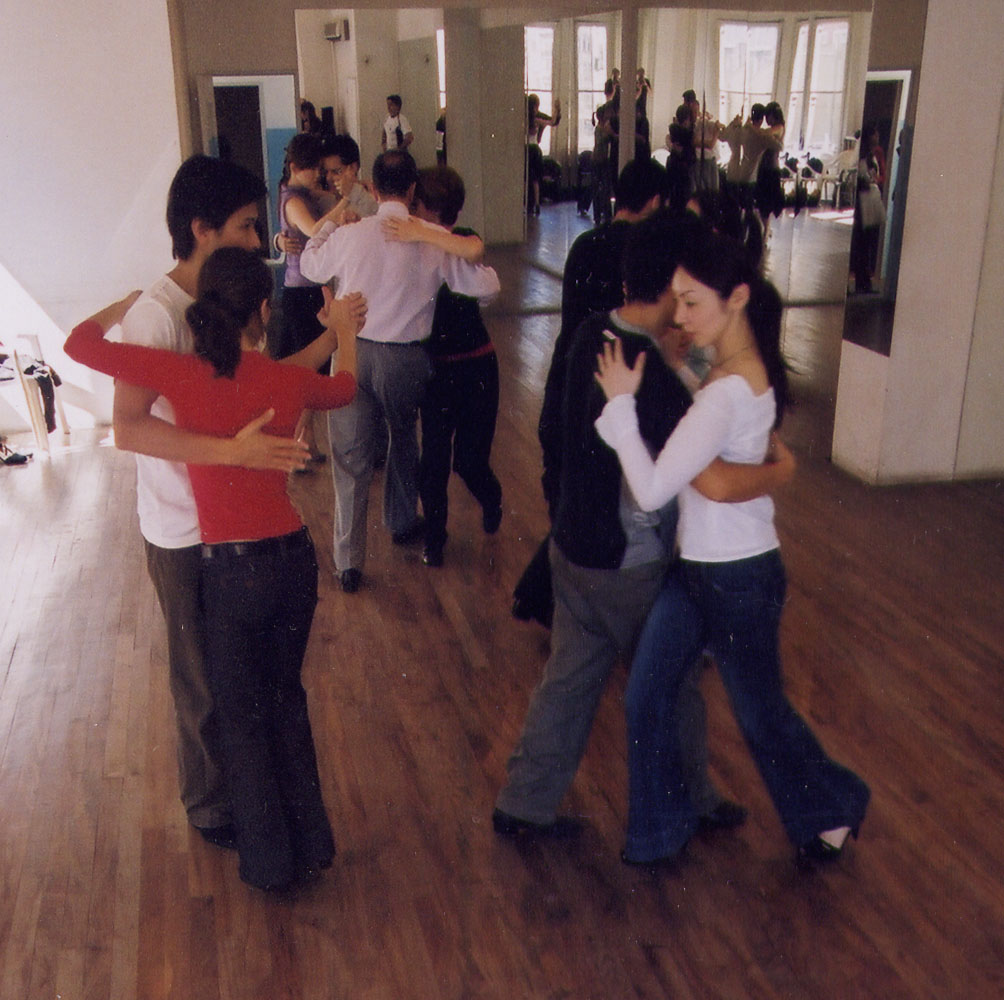
Academia de tango en Buenos Aires.

La academia de tango, también llamada milonga, y antiguamente piringundín o canguela, es un centro, usualmente privado y de acceso público, dedicado especialmente al baile del tango, en los que se realizan prácticas de enseñanza, formación de ballets y baile popular. De origen afro-rioplatense, las primeras academias se crearon en Buenos Aires y Montevideo a mediados del siglo XIX para bailar candombe, y en ellas se gestaría la danza que a fines del siglo XIX recibiría el nombre de "tango". 
En las academias de tango se baila el llamado "tango de salón", también conocido como "tango de pista" o "tango milonguero", un tipo de baile popular que preserva las características esenciales de la danza tanguera (abrazo y caminata), y que se diferencia del "tango escenario", de formas más libres y orientado al espectáculo.
Existen academias de tango en muchos países del mundo. En Buenos Aires se calcula que en el año 2013 existían más de 200 academias.
No se debe confundir la academia de tango o milonga, con la Academia Nacional del Tango, una asociación de carácter para-estatal, dedicada al estudio y la difusión del tango, que existe en diversos países.

## Historia
Los antecedentes de las academias de tango se encuentran en los "tangos" y "candombes" de los esclavos de origen africano, cuando Buenos Aires y Montevideo se encontraban bajo el domninio colonial de España. Desde la época colonial, se llamó "tangos" a las reuniones musicales de las comunidades de origen africano del Río de la Plata, formadas como consecuencia del comercio de esclavos. Buenos Aires y Montevideo habían sido puertos coloniales para el "tráfico de negros" y por esa razón tenían importantes comunidades afro-rioplatenses, con sus peculiaridades locales. A partir de la guerra de independencia contra España, en la segunda década del siglo XIX, había comenzado la abolición de la esclavitud y para mediados de siglo, el proceso se hallaba prácticamente concluido.
En ese momento las comunidades afro-rioplatenses comenzaron a crear las "academias" o "milongas" -llamadas también "piringundines" por los inmigrantes italianos y "canguelas" en Rosario, en las que surgiría el tango, La más antigua de las academias, la Academia de Pardos y Morenos de Buenos Aires, data de aproximadamente comienzos de la década de 1830. Poco a poco las academias y milongas se multiplicaron, relacionadas con la venta de bebidas, los famosos "cuartos de las chinas cuarteleras" y los prostíbulos, organizados a partir de 1870.
Fue en esos ámbitos de intimidad entre hombres y mujeres en los que se originó el tango. Gobello señala que la danza con esas características se fue conformando luego de la derrota de Juan Manuel de Rosas en Argentina en 1852, cuando fueron prohibidas las marchas de candombe por las calles de la ciudad. Recluidas entonces en sus "tangos", las comunidades afroargentinas comenzaron a simbolizar los cortes o detenciones que realizaban en las marchas y los quiebres corporales que caracterizan al candombe, pero esta vez enlazados en pareja, modalidad tomada principalmente de la mazurca, muy popular en ese momento.
En las décadas siguientes esa danza iría buscando una música y un ritmo que la sostuviera, hasta llegar sobre fin de siglo a un género original perfectamente adaptado al nuevo baile, tomando ambos el nombre de "tango". Por eso los estudiosos suelen decir que el tango empezó como danza y que "después se hizo camino para el canto".
En las academias o milongas, las mujeres de pueblo, conocidas como "negras", "mulatas", "pardas" y "chinas", jugaron un importante papel en el origen del tango, sobre todo como anfitrionas, coreógrafas y bailarinas. A ellas se sumaron los "compadritos", tipo popular urbano definido como "el gaucho desmontado" y los músicos, que mayoritariamente pertenecían a las comunidades negras.
En Buenos Aires, cerca de 1854 apareció la Academia de la Parda Cármen Gómez. También se recuerdan los nombres -muchas veces en las letras de los tangos-, de bailarinas como la Morena Agustina, Clotilde Lemos, las pardas Refucilo, Flora, Adelina, la Negra Rosa, la mulata María Celeste, la Ñata Aurora, la Ñata Rosaura, La Voladora, entre muchas otras. Entre los varones que crearon el tango se recuerdan bailarines como los negros Cotongo y Benguela y el pianista Alejandro Vilela, conocido como el Pardo Alejandro. En Montevideo se ha rescatado los nombres de la Parda Deolinda, el bailarín Pintín Castellanos, la Morena Sixta y el Negro Hilario, cantor, guitarrista y payador.
Entre aquellos bailarines y músicos de las academias comenzarían a destacarse los primerísimos compositores de tangos. Allí aparecería hacía comienzos de la década de 1870 el violinista y bailarín santiagueño Casimiro Alcorta, conocido como el Negro Casimiro (1840-1913), liberto del músico Amancio Alcorta, uno de los primeros compositores de música clásica del país. Casimiro formó el primer conjunto de tango conocido, con el clarinetista Mulato Sinforoso, a los cuales se les agregaría algún guitarrista para marcar correctamente los compases y el ritmo del tango.
En Buenos Aires los principales barrios en los que se instalaron las academias fueron San Telmo, Balvanera, Monserrat (antiguo Barrio del Tambor), La Boca -la leyenda atribuye a la esquina de Suárez y Necochea ser el lugar de nacimiento del tango-, Barracas, San Cristóbal y Palermo.

## Características
Existen academias de tango en muchos países del mundo. En Buenos Aires se calcula que en el año 2013 existían más de 200 academias y milongas.
La academia suele estar a cargo de un bailarín o una bailarina, o una pareja, destacados en la danza del tango. Arquitectónicamente consiste esencialmente en un salón, donde se baila, y suele contar con instructores para la enseñanza del tango de salón, también llamado tango de pista.
El tango de salón es el tango popular, que se baila recreativamente "para el propio regocijo" y no como espectáculo. Se trata de una actividad artística de naturaleza social, que tiende a formar redes sociales, y que no solo tiene reglas y técnicas coreográficas, sino también un código de señales, relacionadas con la comunicación y la relación con el cuerpo propio y entre los cuerpos de la pareja de bailarines. Una parte sustancial del aprendizaje de esos códigos tiene que ver con los sentimientos y las emociones que se ponen en juego en el baile del tango.